# Hypomma bituberculatum
Hypomma bituberculatum (Wider, 1834) è un ragno appartenente alla famiglia Linyphiidae.

## Distribuzione
La specie è stata rinvenuta in diverse località della regione paleartica

## Tassonomia
È la specie tipo del genere Hypomma Dahl, 1886.
Non sono stati esaminati esemplari di questa specie dal 2009
Attualmente, a dicembre 2013, non sono note sottospecie